# Égly
Égly település Franciaországban, Essonne megyében. Lakosainak száma 7078 fő (2022. január 1.). Égly Ollainville, Arpajon, Avrainville, Boissy-sous-Saint-Yon, Breuillet, Bruyères-le-Châtel és Saint-Yon községekkel határos.

## Népesség
A település népességének változása:
| Lakosok száma | 5494 | 5590 | 5707 | 5865 | 6094 | 6322 | 6539 | 6756 | 7078 |
|               | 2013 | 2015 | 2016 | 2017 | 2018 | 2019 | 2020 | 2021 | 2022 |